# Polycentropus terrai
Polycentropus terrai är en nattsländeart som beskrevs av Malicky 1980. Polycentropus terrai ingår i släktet Polycentropus och familjen fångstnätnattsländor. Inga underarter finns listade i Catalogue of Life.